# 振り子

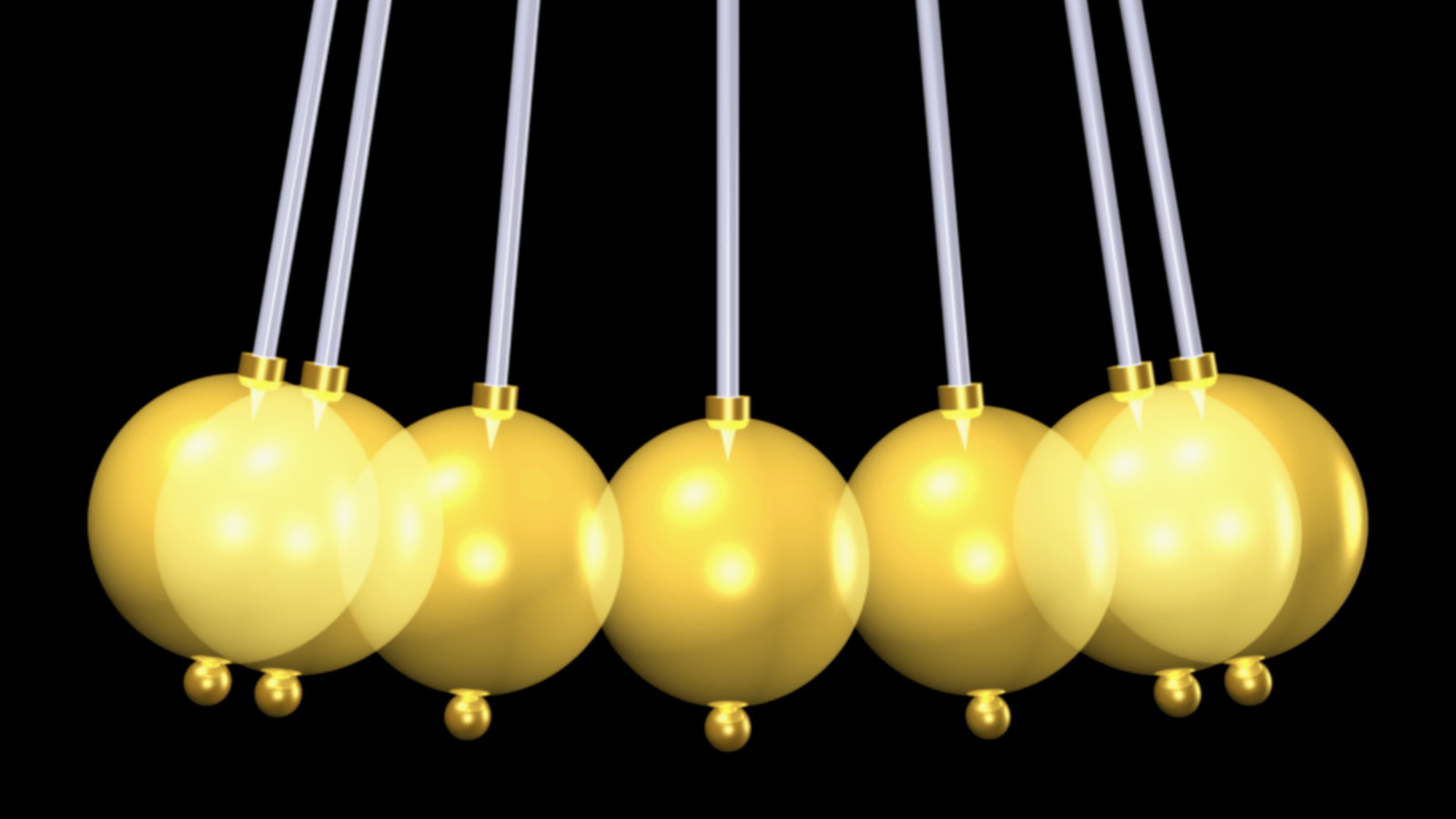
振り子

振り子のアニメーション
v：速度ベクトル、a：加速度ベクトル、θ：振り子角度

振り子（ふりこ、英: pendulum）とは、空間固定点（支点）から吊るされ、重力の作用により、揺れを繰り返す物体である。支点での摩擦や空気抵抗の無い、振り子にとって理想の環境では永久に揺れ続けることが可能。
時計や地震計、メトロノームや車体傾斜式車両などに用いられ、英語の pendulum(振り子) は ラテン語の「pendo」を語源に持つと考えられる。（『Lexicon Latino－japonicum』田中秀央）
振り子についての最初の研究記録はアリストテレス、ギリシャ人の哲学者による。さらに 17世紀、ガリレオにはじまる物理学者らよる観測の結果、等時性が発見され時計に使用されるようになった。
同じように等時性を示す装置として、ばね振り子やねじれ振り子などがある。

## 基本原理
振り子は、重りが左右いずれかの位置にあるとき位置エネルギーを持つ。重力により下に引かれると加速し運動エネルギーとなり、一番下で最高速になる。反対側に揺れるとき減速しつつ再度位置エネルギーとして蓄積され一旦停止する。以後これを繰り返す。
揺れの幅が十分に小さい場合、振り子の揺れの周期は、重りの重さや振幅に関係なく一定であるとみなすことができる。周期は「等価振り子の長さ」（これは支点から重心までの距離とは必ずしも一致しない）にのみ影響される。これを振り子の等時性という。

## 単振り子

単振り子

単振り子は、振り子の運動を考えるためのモデルである。重さが無く伸び縮みしない棒の一端を固定し、他端に質点を取り付け、ひとつの鉛直面内のみを重力の作用で振動すると考える。（振り子が一鉛直面内ではなく球面上を動く場合は「球面振り子」という）。振幅が小さければおもりの運動は単振動とみなすことができ、周期 T は、
{\displaystyle T=2\pi {\sqrt {l \over g}}} … (1-1)
とあらわされる。

### 単振り子の運動方程式

単振り子に作用する力

長さ {\displaystyle l} の糸の先に質量 {\displaystyle m} のおもりをつけ、糸の他端を固定してつり下げる。
おもりを少し横に引いて手を放すと、おもりは糸の固定点の真下の振り子のつりあいの位置 Ｏ を中心として往復運動を始める。おもりは糸の上端の固定点を中心とした円周上を運動するから、振り子のつり合いの位置 Ｏ を原点として、円周に沿って{\displaystyle x} 軸をとると、おもりの運動は {\displaystyle x} 軸上の一次元の運動と見ることができる。このとき、おもりの運動に関わる力はおもりに働く重力 {\displaystyle mg} の円周への接線方向だけである。ここで、重力 {\displaystyle mg} の円周への法線方向と糸の張力重力 {\displaystyle T} は、おもりの運動を円周上に拘束する役割をしている。糸の鉛直方向となす角が {\displaystyle \theta } のとき、おもりの {\displaystyle x} 軸上にかかわる力 {\displaystyle F} は、
{\displaystyle F=-mg\sin \theta } … (1-2)
となる。おもりの座標 {\displaystyle x} と {\displaystyle \theta } は、
{\displaystyle \theta ={x \over l}} … (1-3)
であるから、おもりについての運動方程式は、
{\displaystyle F=-mg\sin {x \over l}} … (1-4)

{\displaystyle ma=-mg\sin {x \over l}} … (1-5)

{\displaystyle {d^{2}x \over dt^{2}}=-g\sin {x \over l}} … (1-6)
ここで、微小角 {\displaystyle \theta } について成り立つ近似
{\displaystyle \sin \theta \approx \theta } … (1-7)
を用いて、(1-6) 式を変形すると、
{\displaystyle {d^{2}x \over dt^{2}}=-{g \over l}x} … (1-8)
となる。(1-8) は単振動における運動方程式と同形である。t = 0において{\displaystyle \theta =\theta _{0}} 、{\displaystyle {\dot {\theta }}={\dot {\theta }}_{0}} である場合は、θの解は以下のようになる。
{\displaystyle \theta =C_{1}\sin \left({\sqrt {\frac {g}{l}}}t\right)+C_{2}\cos \left({\sqrt {\frac {g}{l}}}t\right)} … (1-9)
ここで、{\displaystyle C_{1}={\dot {\theta }}_{0}{\sqrt {\frac {l}{g}}}}、{\displaystyle C_{2}=\theta _{0}}で、三角関数を合成した場合は、
{\displaystyle \theta ={\sqrt {C_{1}^{2}+C_{2}^{2}}}\sin \left({\sqrt {\frac {g}{l}}}t+\phi \right)} … (1-10)
{\displaystyle \phi =\arcsin \left({\frac {C_{2}}{\sqrt {C_{1}^{2}+C_{2}^{2}}}}\right)} … (1-11)
したがって、周期は前節 (1-1) 式のようになる。

### 単振り子の等時性の破れ
等時性の破れを主眼に置き、式の近似を用いない解法を考える。以下では
{\displaystyle d\theta /dt={\dot {\theta }}}と表記する。
エネルギー保存則より、
{\displaystyle {\frac {1}{2}}m(l{\dot {\theta }})^{2}+mgl(1-\cos \theta )=mgl(1-\cos \theta _{0})}．
ここで{\displaystyle \omega ={\sqrt {g/l}}}と置き上式を整理すると
{\displaystyle {\dot {\theta }}^{2}=2\omega ^{2}\left(\cos \theta -\cos \theta _{0}\right)}．
さらに{\displaystyle \cos \theta =1-2\sin ^{2}\left(\theta /2\right)}を用いると
{\displaystyle {\dot {\theta }}=\pm 2\omega {\sqrt {\sin ^{2}(\theta _{0}/2)-\sin ^{2}(\theta /2)}}}．
上式を積分して {\displaystyle \theta =0} から{\displaystyle \theta =\theta _{0}}となる時間を計算すると
{\displaystyle t={\frac {1}{2\omega }}\int _{0}^{\theta _{0}}{\frac {d\theta }{\sqrt {\sin ^{2}(\theta _{0}/2)-\sin ^{2}(\theta /2)}}}}．
これの4倍、すなわち4tが振り子の周期 T である。{\displaystyle \sin(\theta _{0}/2)=k}、{\displaystyle \sin(\theta /2)=k\sin \phi }と置換すると周期は
{\displaystyle T={\frac {4}{\omega }}\int _{0}^{\pi /2}{\frac {d\phi }{\sqrt {1-k^{2}\sin ^{2}\phi }}}={\frac {4}{\omega }}K(k)}．
ただし{\displaystyle K}は第一種完全楕円積分である。マクローリン展開すると周期Tは次式となる。
{\displaystyle {\begin{aligned}T&={\frac {2\pi }{\omega }}\left[1+\left({\frac {1}{2}}\right)^{2}k^{2}+\left({\frac {1}{2}}{\frac {3}{4}}\right)^{2}k^{4}+\left({\frac {1}{2}}{\frac {3}{4}}{\frac {5}{6}}\right)^{2}k^{6}+\dotsb \right]\\&={\frac {2\pi }{\omega }}\left[1+\left({\frac {1}{2}}\right)^{2}\sin ^{2}{\frac {\theta _{0}}{2}}+\left({\frac {1}{2}}{\frac {3}{4}}\right)^{2}\sin ^{4}{\frac {\theta _{0}}{2}}+\left({\frac {1}{2}}{\frac {3}{4}}{\frac {5}{6}}\right)^{2}\sin ^{6}{\frac {\theta _{0}}{2}}+\dotsb \right]\end{aligned}}}．
すなわち、重りを離す角度θ0が大きくなれば周期Tは長くなる（等時性の破れ）。 θ0 が十分に小さい場合は、{\displaystyle \lim _{\theta _{0}\to 0}T=2\pi /\omega }より{\displaystyle \sin \theta \approx \theta }と近似したときと同じ解が得られる。
しかしながら、たとえばθ0 = π/4 のときの実際の値は
{\displaystyle T={\frac {4}{\omega }}K\left(\sin {\frac {\pi }{8}}\right)={\frac {4}{\omega }}K\left({\frac {\sqrt {2-{\sqrt {2}}}}{2}}\right)={\frac {2\pi }{\omega }}\times 1.040\dots }
で、周期が4%伸びている。

## 物理振り子
ある形状を持った物体を一点でつるした振り子を、物理振り子、あるいは実体振り子、複振子

と呼ぶ。通常は、つるす物体は剛体と見なせるものを指す。単振り子と異なり、質点と棒が分離していない分布質量系だが、周期の等時性などの特性は単振り子と変わらない。

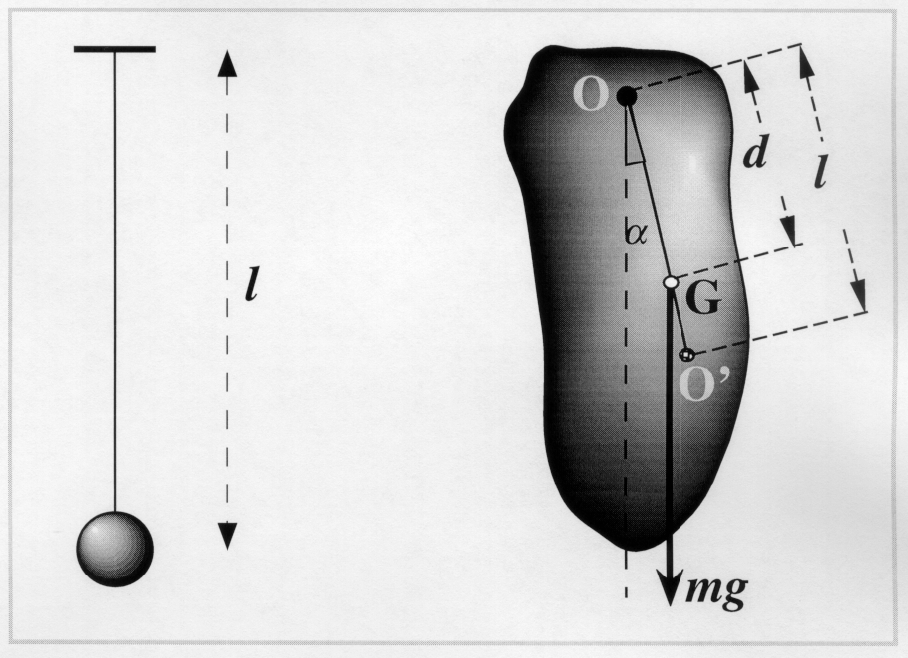
等価振り子長さl

物理振り子の周期T は次の式で表される。ここでl は等価振り子の長さ、g は重力加速度である。
{\displaystyle T=2\pi {\sqrt {\frac {l}{g}}}}
等価振り子の長さは、次式で表される。
{\displaystyle l={\frac {I}{md}}}
ここでI は支点まわりの慣性モーメント、m はおもりの全質量、d は支点から重心までの距離である。

## サイクロイド振り子

振幅の異なる5つのサイクロイド振り子

単振り子の等時性は先述の通り振幅が大きい場合に破れてしまう。そこで、振幅に依らず厳密に等しい時間で振動させるためには、おもりがどのような曲線に沿えばよいかを問う問題を等時曲線問題と呼ぶ。クリスティアーン・ホイヘンスによりこの問題の答えはサイクロイドであることが導かれた。おもりがサイクロイド曲線に沿うよう作られた振り子は「サイクロイド振り子」と称され、周期 T は振幅に依存することなく、正確に
{\displaystyle T=2\pi {\sqrt {l \over g}}}
となる。ここで、l は振り子の長さ、サイクロイドの動円の半径はl/4である。

## 応用
時計
振り子の最も一般的な利用法は振り子時計である。今では少なくなったが置き時計、柱時計などでの調速機として利用されている。
重力測定
前述の式のように重力g の値により周期は変動する。そのことを利用し地上の各地の微妙な重力の違いを調べることが可能である。ケーターの振り子を参照。
地震計
棒を水平に置く形式の振り子はその重りの慣性により早い振動に対し位置を保とうとする。これを利用して初期の地震計として用いられた。
メトロノーム
一般的な振り子を上下逆さまにしたと考えればいい。重りを動かして周期を調節する。なお、動力はぜんまいばねでまかなわれている。
長さの基準
ジョン・ウィルキンスの『真性の文字と哲学的言語にむけての試論』では、1秒を刻む（周期が2秒の）振り子を長さの基本単位とすることを提案している。この長さは、今日の単位では994 mmになる。この提案は、フランスでメートル法を定めるときのメートルの定義の候補の一つとなったが、振り子の振幅がその場所の重力に影響され一定でないことから採用されなかった。

## 関連事項
- フーコーの振り子
- メトロノーム
- 振り子時計
- 振り子式車両→車体傾斜式車両を参照
  - ペンドリーノ
- 倒立振子
- 二重振り子
- ニュートンのゆりかご